# Prionobrama paraguayensis
Prionobrama paraguayensis är en fiskart som först beskrevs av Eigenmann, 1914.  Prionobrama paraguayensis ingår i släktet Prionobrama och familjen Characidae. Inga underarter finns listade i Catalogue of Life.